# Paratachycines
Paratachycines is een geslacht van rechtvleugeligen uit de familie grottensprinkhanen (Rhaphidophoridae). De wetenschappelijke naam van dit geslacht is voor het eerst geldig gepubliceerd in 1990 door Storozhenko.

## Soorten
Het geslacht Paratachycines omvat de volgende soorten:
- Paratachycines ishikawai Chopard, 1954
- Paratachycines kyushuensis Sugimoto & Ichikawa, 2003
- Paratachycines satsumensis Sugimoto & Ichikawa, 2003
- Paratachycines boldyrevi Uvarov, 1926
- Paratachycines uenoi Yamasaki, 1969
- Paratachycines xiai Zhang, 2009
- Paratachycines ogawai Sugimoto & Ichikawa, 2003
- Paratachycines hebeiensis Zhang, 2009
- Paratachycines isensis Sugimoto & Ichikawa, 2003
- Paratachycines masaakii Sugimoto & Ichikawa, 2003
- Paratachycines maximus Sugimoto & Ichikawa, 2003
- Paratachycines parvus Chopard, 1954
- Paratachycines sadoensis Sugimoto & Ichikawa, 2003
- Paratachycines saitamaensis Sugimoto & Ichikawa, 2003
- Paratachycines thailandensis Gorochov, 2002
- Paratachycines tsukbaensis Sugimoto & Ichikawa, 2003
- Paratachycines ussuriensis Storozhenko, 1990